# Sam Firstenberg
Sam Firstenberg (de son vrai nom Shmulik Firstenberg) est un réalisateur israélo-américain né en Pologne le 13 mars 1950.
Né en Pologne dans une famille juive, Sam Firstenberg grandit à Jérusalem avant d'émigrer aux États-Unis en 1972 où il étudiera à Loyola Marymount University de Los Angeles. À partir de 1983, il réalise du cinéma d'exploitation très connoté années 1980, principalement produit par la Cannon des cousins Menahem Golan et Yoram Globus. Sam Firstenberg a notamment dirigé la suite de Break Street 84, les deux premiers American Warrior et American Warrior 2 : Le Chasseur. À partir des années 1990, le budget de ses films diminue et la plupart sortent directement en vidéo. En 2000, il assiste Tobe Hooper sur le tournage de Crocodile, trois ans avant d'abandonner le cinéma, en 2003.

## Filmographie
| Année | Titre                                                           | Acteurs principaux                                        |
| ----- | --------------------------------------------------------------- | --------------------------------------------------------- |
| 2003  | The Interplanetary Surplus Male and Amazon Women of Outer Space | David Rabius, Michael Dorn, Barbara Sharp...              |
| 2002  | Quicksand                                                       | Michael Dudikoff, Brooke Theiss, Douglas Weston...        |
| 2001  | Spiders, le retour des araignées géantes                        | Stephanie Niznik, Greg Cromer, Daniel Quinn...            |
| 2001  | Criss, Cross                                                    | Rob Stewart, Carolyn Dunn, Ari Sorko-Ram...               |
| 2000  | L'Alternative (en)                                              | Eric Roberts, Bryan Genesse, Ice-T...                     |
| 1998  | Le Trésor de McCinsey                                           | Hulk Hogan, Grace Jones, Robert Vaughn...                 |
| 1997  | Motel Blue                                                      | Sean Young, Soleil Moon Frye, Robert Vaughn...            |
| 1997  | Opération Delta Force                                           | Ernie Hudson, Jeff Fahey, Rob Stewart...                  |
| 1994  | Cyborg Cop 2                                                    | David Bradley, Morgan Hunter, Jill Pierce...              |
| 1993  | Blood Warriors                                                  | David Bradley, Frank Zagarino, Jennifer Campbell...       |
| 1993  | Cyborg Cop                                                      | David Bradley, John Rhys-Davies, Todd Jensen...           |
| 1992  | La Loi du samouraï (American Samurai)                           | David Bradley, Mark Dacascos, Valarie Trapp...            |
| 1991  | Delta Force 3                                                   | Nick Cassavetes, Eric Douglas, Mike Norris...             |
| 1990  | Neshika Bametzach                                               | Yehuda Barkan, Rami Danon, Zachi Noy...                   |
| 1989  | Riverbend                                                       | Steve James, Margaret Avery, Tony Frank...                |
| 1987  | Le Ninja blanc                                                  | Michael Dudikoff, Steve James, Larry Poindexter...        |
| 1986  | American Warrior 2 : Le Chasseur                                | Michael Dudikoff, Steve James, James Booth...             |
| 1985  | American Warrior                                                | Michael Dudikoff, Steve James, Judie Aronson...           |
| 1984  | Breakin' 2: Electric Boogaloo                                   | Lucinda Dickey, Adolfo Quinones (en), Michael Chambers... |
| 1984  | Ninja III                                                       | Shô Kosugi, Lucinda Dickey, Jordan Bennett...             |
| 1983  | Ultime Violence : Ninja 2                                       | Shô Kosugi, Keith Vitali, Virgil Frye...                  |
| 1983  | One More Chance                                                 | John LaMotta, Marvin Flint, Kirstie Alley...              |
| 1979  | Simpatya Bishviel Kelev                                         | Shmuel Atzmon, Ronit Chion, Pesach Guttmark...            |